# Стасін (Соколовський повіт)
Стасін (пол. Stasin) — село в Польщі, у гміні Сабне Соколовського повіту Мазовецького воєводства.
Населення — 152 особи (2011).
У 1975-1998 роках село належало до Седлецького воєводства.

## Демографія
Демографічна структура станом на 31 березня 2011 року:
|          | Загалом | Допрацездатний вік | Працездатний вік | Постпрацездатний вік |
| -------- | ------- | ------------------ | ---------------- | -------------------- |
| Чоловіки | 83      | 20                 | 54               | 9                    |
| Жінки    | 69      | 10                 | 43               | 16                   |
| Разом    | 152     | 30                 | 97               | 25                   |